# Benediktinerkloster Waldfrieden
Das Kloster Waldfrieden (englisch Waldfrieden Monastery), auch St. Bonifaz Waldfrieden genannt, ist ein Benediktinerkloster in Omaruru in Namibia. 
Es wurde 1998 durch Gernot Wottawah OSB, den Abt der Herz-Jesu-Abtei Inkamana aus Vryheid,
Als Teil der Benediktinerkongregation von St. Ottilien wirken Missionsbenediktiner in diesem Kloster. Das Kloster betreibt eine Grundschule mit angeschlossenem Internat und weiterbildende Schule bis zur Universitätsreife.
Derzeitiger Oberer ist P. Hermenegild Maier.